# Беспощадный клинок
«Беспощадный клинок» (кит. трад. 刀不留人, палл. Дао бу лю жэнь, англ. The Blade Spares None) — гонконгский приключенческий боевик, снятый Е Жунцзу по сценарию Ни Куана и Дэвида Ло, вышедший в прокат в 1971 году. Главные роли в картине исполнили Мяо Кэсю, Се Сянь и Тянь Цзюнь.

## Сюжет
Хэ Лицзюнь, привлекательная, но сильная фехтовальщица, сражается на турнире во дворце князя Гуя. Меченосец Чэнь Жоюй побеждён, но потом возвращается с другим меченосцем, Тан Цинъюнем, у которого есть необычный меч. Лицзюнь признаёт этот меч оружием, однажды используемым Сунь Тяньчэнем, врагом её семьи. Затем она узнаёт, что князь был убит, а Тяньчэнь присвоил себе его имя. Лицзюнь совместно с Жоюем и Цинъюнем нападает на дворец и противостоит самозванцу.

## В ролях
| Актёр       | Роль                            |
| ----------- | ------------------------------- |
| Мяо Кэсю    | Хэ Лицзюнь                      |
| Се Сянь     | Тан Цинъюнь                     |
| Тянь Цзюнь  | Чэнь Жоюй                       |
| Чжан Чун    | князь Гуй (камео)               |
| Дэвид Ло    | Тан Цинъюнь в молодости (камео) |
| Фэн И       | Чжуан Шипяо                     |
| Цзян Нань   | Гао Вань                        |
| Ли Юньчжун  | Хань Чжэнь                      |
| Лён Лун     | Сунь Тяньчэнь                   |
| Пак Маньпиу | Хэ Чжэнь                        |

Также в фильме появились Саммо Хун и Джеки Чан, сыгравшие участника боевого состязания и воина князя в лесу соответственно.

## Съёмочная группа
- Кинокомпания: Golden Harvest
- Продюсер: Рэймонд Чоу
- Режиссёр: Е Жунцзу[кит.]
- Сценарист: Ни Куан[англ.], Дэвид Ло
- Ассистент режиссёра: Чик Иучхён
- Постановка боёв: Хань Инцзе, Чжу Юаньлун
- Композитор: Ван Фулин[кит.]
- Оператор: Линь Госян
- Художник: Цянь Синь
- Гримёр: Чань Куокхун
- Монтажёр: Фань Цзягэнь
- Дизайнер по костюмам: Чю Синхэй

## Отзывы кинокритиков
Борис Хохлов (HKCinema.ru): 
Пусть кино это не гениальное, но определённо выделяющееся в лучшую сторону на фоне многих картин того времени — есть в нём какая-то подкупающая основательность, видно, что авторы и актёры работали не по свистку, а на совесть.

Эндрю Хескинс (easternkicks.com): 
В целом «Беспощадный клинок» имеет свои недостатки и слабые стороны, но здесь есть энергия и энтузиазм, которые ставят его выше многих схематичных фильмов Shaw Brothers жанра уся того времени.